# Solca
Solca es una ciudad con estatus de oraș de Rumania en el distrito de Suceava.

## Geografía
Se encuentra a una altitud de 493 m sobre el nivel del mar y a una distancia de 464 km de la capital, Bucarest.

## Demografía
Según estimación 2012 contaba con una población de 4881 habitantes.
| 1948  | 1956  | 1966  | 1977  | 1992  | 2002  | 2012  |
| 2 212 | 2 384 | 2 550 | 4 541 | 4 762 | 4 456 | 4 881 |